# Yamamba
Yamamba is een hoorspel van Shuji Terayama. Het werd ingezonden door de Nippon Hoso Kyokai en bekroond met de Prix Italia 1964. Onder de titel Yamamba - die Berghexe werd het op 26 maart 1966 door de Südwestfunk uitgezonden. Dogi Rugani vertaalde het en de AVRO zond het uit op donderdag 2 maart 1967. De illustratieve muziek was van Seiho Kineya en de muziek van het nô-koor van Ideo Kanse. De regisseur was Dick van Putten. De uitzending duurde 45 minuten.

## Rolbezetting
- Eva Janssen (de vrouw die vertelde)
- Johan Walhain (Heisaku)
- Mimi Boesnach (Okuma, zijn moeder)
- Els Buitendijk (Ayama, de bruid)
- Wiesje Bouwmeester (haar moeder)
- Hans Karsenbarg (Seïbeï, haar minnaar)
- Wam Heskes (de priester)
- Huib Orizand & Hans Veerman (Saodyu & Kodyu, twee dorpelingen)
- Fé Sciarone (de stem van het koor)

## Inhoud
Het spel vertelt het verhaal van de zwakzinnige Heisaku, die ongehuwd bij zijn moeder leeft. In zijn dorp schrijft de wet voor dat de zoon die wil trouwen de moeder moet uitstoten, want het dorp is arm en een bruid betekent een hongerige mond meer. Als Heisaku van die wet hoort, is de dorpsschoonheid aan de beurt om uitgehuwelijkt te worden. Ook Heisaku gehoorzaamt aan de wet en verstoot zijn moeder. Bijna alle uitgestoten oude mensen sterven na 49 dagen in de verlaten bergen doorgebracht te hebben. Maar bij Heisaku’s moeder verloopt het anders: ze leeft verder als Yamamba, de bergheks van de oude legende…